# Msied
Msied (en àrab امسيد, Imsīd; en amazic ⵎⵙⵉⴷ) és una comuna rural de la província de Tan-Tan, a la regió de Guelmim-Oued Noun, al Marroc. Segons el cens de 2014 tenia una població total de 1.275 persones.